# جو غوميز (لاعب كرة قدم)
جوزيف ديف غوميز (بالإنجليزية: Joseph Dave Gomez؛ مواليد 23 مايو 1997)، هو لاعب كرة قدم إنجليزي يلعب لصالح نادي ليفربول في الدوري الإنجليزي الممتاز و‌المنتخب الإنجليزي في مركز قلب الدفاع كما أنه قادر على اللعب في مركز الظهير.

## مسيرته الكروية

### تشارلتون أثلتيك

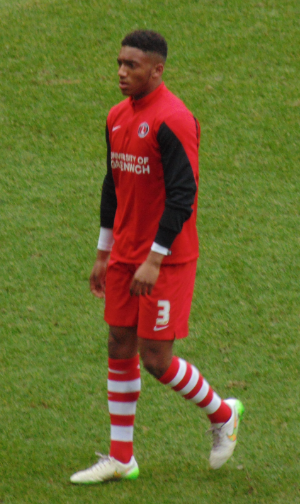
غوميز يقوم بالإحماء مع تشارلتون أثلتيك عام 2015

ولد غوميز في كاتفورد، لندن الكبرى لأب غامبي وأم إنجليزية. انضم إلى الأكاديمية لنادي تشارلتون أثلتيك في سن العاشرة، لعب أول مباراة له مع الفريق تحت 18 عامًا وهو في سن 13 عامًا فقط. على الرغم من الاهتمام الكبير من الأندية الأخرى، إلى أن غوميز وقع أول عقد احترافي له مع تشارلتون في أكتوبر 2014. جاء ظهوره الأول مع الدير الفني بوب بيترس في الفوز 4–0 على أرضه أمام كولتشستر يونايتد بمباراة في كأس رابطة الأندية الإنجليزية المحترفة في 12 أغسطس 2014، حيث لعب 90 دقيقة كاملة كظهير أيمن. بعد أسبوع، ظهر لأول مرة في الدوري في الفوز 3–2 على أرضه أمام ديربي كاونتي في مباراة بمسابقة دوري البطولة الإنجليزية. شارك غوميز في 24 مباراة خلال موسمه الأول.

### ليفربول

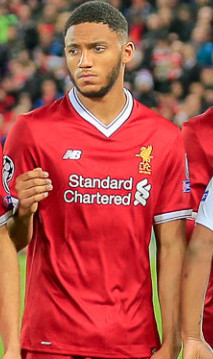
غوميز قبل بداية مباراة مع ليفربول عام 2017

في 20 يونيو 2015، وقع نادي ليفربول عقدًا مدته خمس سنوات مع غوميز مقابل رسوم قدرها 3.5 مليون جنيه إسترليني. ظهر لأول مرة أمام ستوك سيتي في 9 أغسطس، حيث لعب كظهير أيسر في الفوز 1–0، وصنع هدف فوز ل‍فيليبي كوتينيو في الدقيقة 86.
في 13 أكتوبر 2015، عانى غوميز من إصابة الرباط الصليبي الأمامي أثناء اللعب لمنتخب إنجلترا تحت 21 عامًا مما سؤدي إلى انتهاء موسمه. بعد عام كامل، عاد غوميز إلى تدريبات الفريق الأول في 13 أكتوبر 2016. في 13 نوفمبر، لعب جوميز 45 دقيقة في مباراة ودية في ميلوود.
في 8 يناير 2017، لعب غوميز أول مباراة رسمية له مع الفريق الأول منذ الإصابة، في التعادل 0–0 بمباراة في كأس الاتحاد الإنجليزي أمام بليموث أرجايل.

#### موسم 2017–18
في 23 أغسطس 2017، ظهر جوميز لأول مرة في بطولة أوروبية على مستوى الأندية، بفوزه بنتيجة 4–2 على نادي هوفنهايم في التصفيات المؤهلة ل‍دوري أبطال أوروبا. بسبب إصابة ناثانييل كلاين، كان غوميز هو الخيار الأول للفريق في مركز الظهير الأيمن في النصف الأول من الموسم؛ حتى أمام نادي أرسنال حيث صنع الهدف الأول وانتهت المباراة بنتيجة 4–0، و‌مانشستر يونايتد حيث قدم أداء رائع وحصل على إشادة من الجماهير.
في أواخر مارس 2018، كان على غوميز الغياب عن بعض المباريات القادمة نتيجة تعرضه لإصابة خلال مشاركته في مباراة ودية مع المنتخب. في مايو 2018، خضع غوميز لعملية جراحية لإصابة في الكاحل، حيث أكد ليفربول عبر موقعه الرسمي على الإنترنت أن غوميز لن يلعب في آخر مباريات ليفربول هذا الموسم، بما في ذلك نهائي دوري أبطال أوروبا 2018. بشكل عام، خاض غوميز 31 مباراة على مدار الموسم مع ليفربول.

#### موسم 2018–19
نتيجة لتهور اللياقة البدنية لمدافعي الفريق الأول ديان لوفرين و‌جويل ماتيب، كان غوميز هو الخيار الأول بمركز قلب الدفاع في أول مباريات ليفربول في الموسم بجانب فيرجيل فان دايك، وتلقى الثناء على أدائه واستلام جائزة أفضل لاعب في المباراة لأدائه في الفوز 2–1 على ليستر سيتي في 1 سبتمبر. استمر في اللعب مع النادي خلال النصف الأول من الموسم قبل أن يُعاني من كسر في الساق في ديسمبر بعد التحام من قبل بن ميي مدافع نادي بيرنلي. في فبراير من العام التالي، خضع لعملية جراحية ليسرع من عملية الشفاء من الإصابة. استعاد غوميز لياقته في أبريل، ولعب حيث حل كبديل في نهائي دوري أبطال أوروبا 2019 أمام توتنهام هوتسبير، والتي فاز بها بنتيجة 2–0.

#### موسم 2019–20
بدأ غوميز الموسم التالي يحاول العودة إلى التشكيلة الأساسي ولكن كانت هذه فترة تألق زميله بالفريق جويل ماتيب، الذي أصبح الدعامة الأساسية إلى جانب فيرجيل فان دايك في مركز قلب الدفاع خلال فترة غياب غوميز بسبب الإصابة في الموسم السابق. وجد غوميز نفسه قد عاد إلى التشكيلة الأساسية بعد مشاكل إصابة ماتيب، وحصل على الإشادة بعد سلسلة من الشباك النظيفة في أشهر الشتاء حيث حقق ليفربول تقدمًا كبيرًا في صدارة جدول الدوري الإنجليزي الممتاز. حصل غوميز على الإشادة أكثر خلال الفوز 1–0 على منافسه نادي إيفرتون في مباراة ب‍كأس الاتحاد الإنجليزي في يناير، أثناء المباراة كان غوميز اللاعب الوحيد في الخط الأمامي بعد تقدم جيمس ميلنر وبالتالي أنقذ ليفربول من هدف محقق.

#### موسم 2020–21
قدم غوميز تمريرة حاسمة رائعة ل‍ديوغو جوتا في مباراة ب‍دوري أبطال أوروبا خارج أرضهم أمام أتالانتا، حيث فاز ليفربول بنتيجة 5–0.
عانى غوميز من إصابة في وتر ركبته اليسرى أثناء تواجده في مباراة مع إنجلترا وخضع لعملية جراحية ناجحة في 11 نوفمبر 2020. ترك هذا ليفربول يعاني من أزمة إصابات أبرز اللاعبين بالتشكيلة الأساسية في مركز قلب الدفاع، وذلك بعد إصابة فيرجيل فان دايك. وافقت منظمة الاتحاد الدولي لكرة القدم على دفع 2 مليون جنيه إسترليني كتعويض لليفربول لدفع أجر غوميز أثناء إصابته.

#### موسم 2021–22
في مايو 2022، كان غوميز على مقاعد البدلاء حيث فاز ليفربول ب‍كأس الاتحاد الإنجليزي.
كان أيضًا على مقاعد البدلاء حيث خسروا بنتيجة 1–0 في نهائي دوري أبطال أوروبا 2022.

#### موسم 2022–23
في 7 يوليو 2022، وقع عقدًا جديدًا لمدة خمس سنوات مع النادي.
في 9 نوفمبر 2022، ارتدى شارة القيادة لفريق ليفربول في الفوز أمام ديربي كاونتي بضربات الارجيح في الجولة الثالثة من كأس رابطة الأندية الإنجليزية المحترفة على ملعب أنفيلد.

## مسيرته الدولية

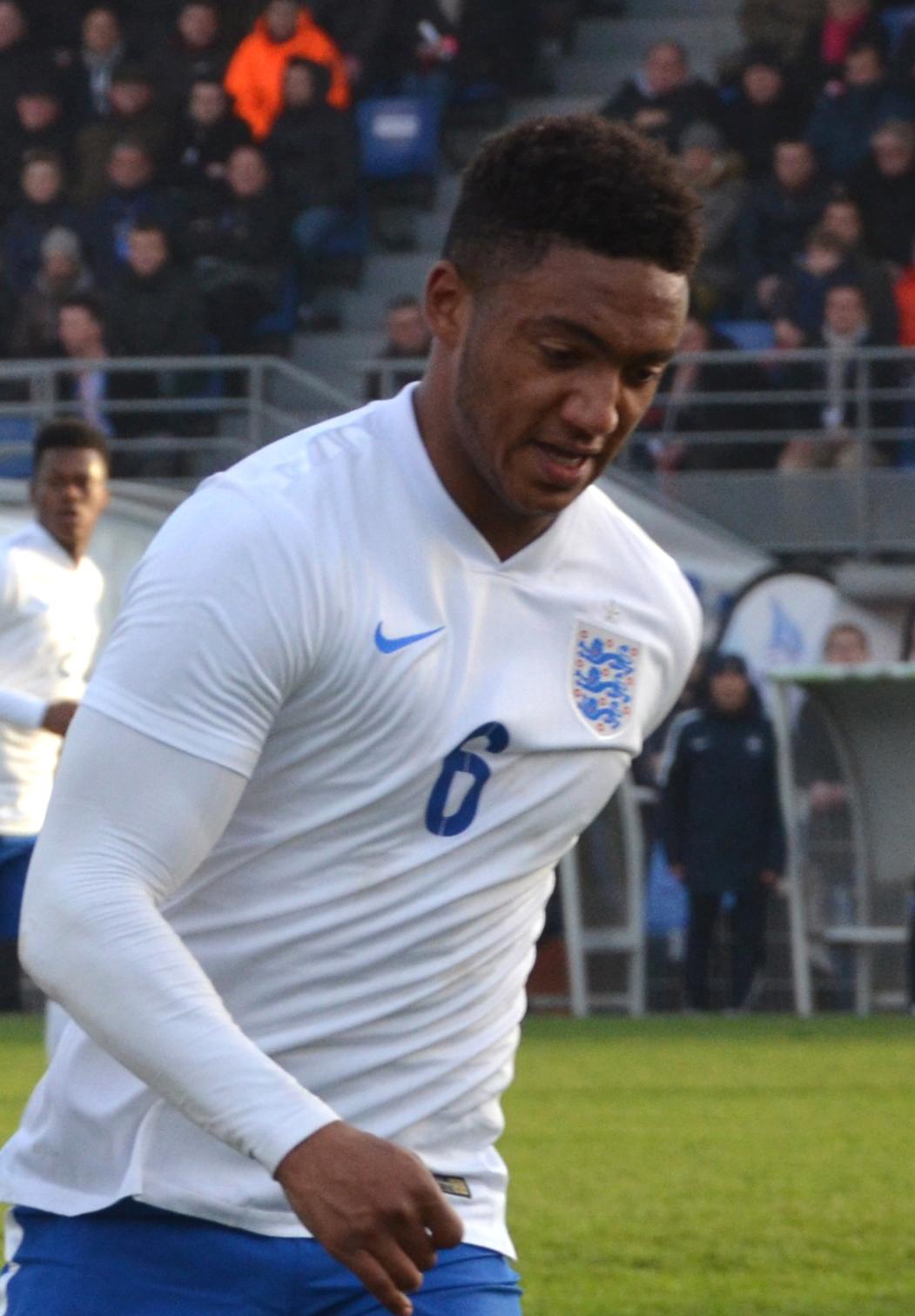
غوميز يلعب مع إنجلترا تحت 19 عام 2015

لعب غوميز مع شباب إنجلترا في مستويات أقل من 16 عام و‌تحت 17 عام و‌أقل من 19 عام. في مايو 2014، كان جزءًا من الفريق الذي فاز ب‍بطولة أوروبا تحت 17 سنة لكرة القدم المقامة في مالطا، ولعب كل دقيقة من مباريات إنجلترا الخمس وتم إدراج اسمه في أفضل 11 لاعب في البطولة. من خلال جنسية والده، كان قادرًا على اللعب مع غامبيا.
في 25 أغسطس 2015، تلقى أول استدعاء له للعب مع فريق إنجلترا تحت 21. في 30 أغسطس 2017، تم الإعلان عن جوميز كقائد الفريق قبل بداية مباريات التصفيات المؤهلة ل‍بطولة أمم أوروبا تحت 21 سنة 2019.
تلقى أول استدعاء له للعب مع الفريق الأول ل‍منتخب إنجلترا في نوفمبر 2017. ظهر لأول مرة مع منتخب إنجلترا أمام ألمانيا في مباراة ودية على ملعب ويمبلي، حيث جاء كبديل ليحل محل فيل جونز في التعادل 0–0. حصل غوميز على جائزة أفضل لاعب في المباراة وذلك في المباراة التالية لأدائه أمام البرازيل، وحصل على الإشادة من الجماهير بسبب تدخلاته الرائعه، وقدرته على إبطال تسديدات نيمار على المرمى.

## أسلوب لعبه
يفضل غوميز اللعب في مركز قلب الدفاع ولكن يمكنه أيضًا اللعب ك‍ظهير على كلا الجانبين. لقد وُصف بأنه لاعب كرة قدم كامل بأسلوبه في اللعب في مركز قلب الدفاع، تم مقارنته باللاعب ريو فرديناند الذي كان يعشقه منذ صغره. يشتهر غوميز أيضًا بأدائه، سرعته وقوته؛ إنه قادر على الدخول في التحامات خطيرة أمان الهجمات المرتدة ونادرًا ما يستطيع الخصم بدنيًا التفوق عليه.

## روابط خارجية
- جو غوميز على موقع الاتحاد الأوربي (الإنجليزية)
- جو غوميز على موقع قاعدة بيانات كرة القدم.إي يو (الإنجليزية)
- جو غوميز على موقع ليكيب (الفرنسية)
- جو غوميز على موقع ناشيونال فوتبول تيمز (الإنجليزية)
- جو غوميز على موقع Soccerbase.com (لاعب) (الإنجليزية)
- جو غوميز على موقع Soccerway.com (الإنجليزية)
- جو غوميز على موقع عالم كرة القدم.نت (الإنجليزية)
- جو غوميز على موقع AS.com (الإسبانية)